# 国务院反洗钱工作部际联席会议
国务院反洗钱工作部际联席会议是中华人民共和国国务院的议事协调机构。

## 历史
2002年，公安部牵头成立了反洗钱工作部际联席会议。
2004年4月，中国人民银行牵头成立了由银监会、证监会、保监会和外汇局参加的金融监管部门反洗钱工作协调小组，主要负责金融业反洗钱工作的统筹协调。协调机制之下的工作小组，由上述五个部门具体负责反洗钱事务的工作部门组成，日常办事机构设在中国人民银行反洗钱局。
2004年5月，国务院批复，由中国人民银行继续牵头召集反洗钱工作部际联席会议。宗旨是指导全国洗钱工作，制定国家反洗钱的重要方针、政策，制定国家反洗钱国际合作的政策措施，协调各部门、动员全社会开展反洗钱工作。反洗钱工作部际联系会议原则上每年召开一次至两次全体会议，如有需要，经成员单位提议，也可以随时召开全体会议或部分成员会议。
2009年11月11日最高人民法院颁布了《关于审理洗钱等刑事案件具体应用法律若干问题的解释》，在刑法规定的四种洗钱行为之外，明确规定对以下六种洗钱行为应依法追究刑事责任：
1. 通过典当、租赁、买卖、投资等方式，协助转移、转换犯罪所得及其收益的；
2. 通过与商场、饭店、娱乐场所等现金密集型场所的经营收入相混合的方式，协助转移、转换犯罪所得及其收益的。
3. 通过虚构交易、虚设债权债务、虚假担保、虚报收入等方式，协助将犯罪所得及其收益转换为“合法”财物的；
4. 通过买卖彩票、奖券等方式，协助转换犯罪所得及其收益的；
5. 通过赌博方式，协助将犯罪所得及其收益转换为赌博收益的;协助将犯罪所得及其收益携带、运输或者邮寄出入境的。

《解释》规定，以下六种情形，除有证据证明确实不知道的之外，均可以认定行为人对犯罪所得及其收益具有主观“明知”，也将被追责：
1. 知道他人从事犯罪活动，协助转换或者转移财物的；
2. 没有正当理由，通过非法途径协助转换或者转移财物的；
3. 没有正当理由，以明显低于市场的价格收购财物的；
4. 没有正当理由，协助转换或者转移财物，收取明显高于市场的“手续费”的。
5. 没有正当理由，协助他人将巨额现金散存于多个银行账户或者在不同银行账户之间频繁划转的；
6. 协助近亲属或者其他关系密切的人转换或者转移与其职业或者财产状况明显不符的财物的。

## 组成部门
1. 中国人民银行
2. 最高人民法院
3. 最高人民检察院
4. 国务院办公厅
5. 外交部
6. 公安部
7. 安全部
8. 监察部
9. 司法部
10. 财政部
11. 建设部
12. 商务部
13. 海关总署
14. 税务总局
15. 工商总局
16. 广电总局
17. 国务院法制办
18. 银监会
19. 证监会
20. 保监会
21. 国家邮政局
22. 国务院外汇管理局
23. 解放军总参谋部